# 大伴王
大伴王（おおともおう、生没年不詳）は、奈良時代の皇族。参議・和気王の子。官位は従五位下・甲斐守。

## 経歴
称徳朝の天平神護元年（765年）父の和気王が謀反を起こして失敗した際に、他の兄弟とともに皇籍を剥奪されたと見られる。光仁朝に入り、宝亀2年（771年）兄弟の長岡王・名草王・山階王・采女王とともに皇籍に復される。
天応元年（781年）桓武天皇の即位後に、三世王の蔭位を受けて無位から従五位下に直叙され、翌天応2年（782年）大監物に任ぜられる。正親正・主馬頭と京官を歴任した後、延暦8年（789年）甲斐守として地方官に転じた。

## 官歴
『続日本紀』による。
- 宝亀2年（771年） 9月13日：復属籍
- 天応元年（781年） 11月15日：従五位下（直叙）
- 天応2年（782年） 2月7日：大監物
- 延暦2年（783年） 11月12日：正親正
- 延暦6年（787年） 2月8日：主馬頭
- 延暦8年（789年） 3月16日：甲斐守